# Топорное (озеро, Пряжинский район)
Топорное — озеро на территории Ведлозерского сельского поселения Пряжинского района Республики Карелии.

## Общие сведения
Площадь озера — 1,6 км². Располагается на высоте 128,9 метров над уровнем моря.
Форма озера лопастная, продолговатая: вытянуто с северо-востока на юго-запад. Берега каменисто-песчаные.
Из южной оконечности озера вытекает река Топорная, впадающая в Утозеро, откуда берёт начало река Олонка.
К озеру подходит просёлочная дорога, идущая от посёлка Верхнеолонецкого.
Населённые пункты возле озера отсутствуют. Ближайший — деревня Щеккила — расположен в 8 км к северу от озера.
Код объекта в государственном водном реестре — 01040300211102000014671.